# Елизабет Баварска (1258 – 1314)
Вижте пояснителната страница за други личности с името Елизабет Баварска.
Елизабет Баварска (на немски: Elisabeth von Bayern, * 1258, † 1314) от род Вителсбахи, е принцеса на Бавария и монахиня в манастир Зелигентал, Ландсхут.

## Живот
Дъщеря е на Хайнрих XIII от Бавария (1235 – 1290), херцог на Бавария, пфалцграф на Рейн и херцог на Долна Бавария, и съпругата му Елизабет Унгарска (1236 – 1271), дъщеря на Бела IV, крал на Унгария, Хърватия и Щирия от династията Арпади, и Мария Ласкарина, дъщеря на византийския император Теодор I Ласкарис. Елизабет е голяма сестра на Ото III, Лудвиг III (1269 – 1296), Стефан I.
Елизабет става през 1270 г. монахиня в Ландсхут и умира през 1314 г. в манастир Зелигентал в Ландсхут.